# بازی‌های غرب آسیا ۲۰۰۲
بازی‌های غرب آسیا ۲۰۰۲ (انگلیسی: 2002 West Asian Games) دومین دوره بازی‌های غرب آسیا در کشور کویت بود که از ۳ آوریل تا ۱۲ آوریل ۲۰۰۲ برگزار شده است.
این بازی‌ها با حضور ۱۲ کشور از غرب قاره آسیا در ۱۰ ورزش و ۶۹ رویداد انجام شده است.
قرار بود این مسابقات در ابتدا در سال ۱۹۹۹ در قطر برگزار شود، اما به دلیل شرایط پیش‌بینی نشده، این بازی‌ها برگزار نشد. سپس قرار بود این بازی‌ها در سال ۲۰۰۱ در لبنان برگزار شود، اما سپس لغو و به کویت منتقل شد. براساس برنامه‌ریزی انجام شده قرار بود دومین دوره بازی‌های غرب آسیا از ۲۰ تا ۳۰ اکتبر ۲۰۰۱ برگزار شود، اما به دلیل درگیری‌های مسلحانه در منطقه، این بازی‌ها به تعویق افتاد. در نهایت، دومین دوره بازی‌های غرب آسیا سال بعد در شهر کویت برگزار شد. عراق در این مسابقات شرکت نکرد و هیچ مسابقه‌ای برای زنان برگزار نشد.

## نتایج
کشور کویت با ۳۱ مدال طلا، ۲۲ نقره و ۱۸ برنز بهترین عملکرد را در این بازی‌ها داشت، همچنین کشور عربستان سعودی و ایران در رده دوم و سوم جدول مدال‌ها قرار گرفتند.
در مسابقات بسکتبال تیم ملی بسکتبال کویت با ۷ امتیاز به مدال طلا دست یافت و تیم ملی بسکتبال مردان ایران با پنج امتیاز در بین پنج تیم در رده آخر قرار گرفت.
در مسابقات فوتبال نیز که در ورزشگاه محمد الحمد برگزار شد تیم ملی فوتبال کویت در رده اول و تیم ملی فوتبال ایران در رده دوم قرار گرفتند.
در مسابقات هندبال تیم ملی هندبال کویت با ۱۰ امتیاز در رده اول و تیم ملی هندبال ایران با ۴ امتیاز در رده چهارم جای گرفتند.
در رویدادهای دو و میدانی کشور عربستان سعودی با مجموع ۱۶ مدال در رده اول قرار گرفت و ایران با یک نقره و سه برنز در رده پنجم قرار گرفت.
در مسابقات شیرجه کشورهای کویت، قطر و ایران به ترتیب در رده‌های اول تا سوم قرار گرفتند. همچنین در مسابقات شنا گشور سوریه با ۶ مدال طلا بهترین عملکرد را داشت این در حالی بود که ایران تنها با کسب یک مدال برنز در رده چهارم جدول مدالی این رشته قرار گرفت.
در مسابقات شمشیربازی کشور ایران با ۳ مدال طلا، ۳ مدال نقره و ۴ مدال برنز در رده اول گرفت و کشورهای کویت و اردن در رده‌های بعدی جای گرفتند.
در رویدادهای ژیمناستیک کشورهای کویت، ایران و سوریه در رده‌های برتر قرار گرفتند.
در مسابقات کاراته که در دو بخش کاتا و کمیته برگزار شده بود کشورهای کویت، ایران و سوریه در رده‌های اول تا سوم جای گرفتند.
در مسابقات کواش نیز که دو بخش انقرادی و تیمی انجام شده بود کشورهای اردن و کویت بهترین عملکرد را داشتند.

## ورزش‌ها
- دو و میدانی (۱۷) (جزئیات)
- بسکتبال (۱) (جزئیات)
- شیرجه (۳) (جزئیات)
- شمشیربازی (۶) (جزئیات)
- فوتبال (۱) (جزئیات)
- ژیمناستیک (۸) (جزئیات)
- هندبال (۱) (جزئیات)
- کاراته (۱۱) (جزئیات)
- اسکواش (۲) (جزئیات)
- شمشیربازی (۱۶) (جزئیات)

## کشورهای شرکت‌کننده
- بحرین
- ایران
- اردن
- کویت (میزبان)
- لبنان
- عمان
- فلسطین
- قطر
- عربستان سعودی
- سوریه
- امارات متحده عربی
- یمن

## جدول مدال‌ها
*   کشور میزبان (کویت)
| رتبه            | کشور                    | طلا | نقره | برنز | مجموع |
| --------------- | ----------------------- | --- | ---- | ---- | ----- |
| ۱               | کویت (KUW)*             | ۳۱  | ۲۲   | ۱۸   | ۷۱    |
| ۲               | عربستان سعودی (KSA)     | ۱۱  | ۷    | ۸    | ۲۶    |
| ۳               | ایران (IRI)             | ۹   | ۱۱   | ۱۶   | ۳۶    |
| ۴               | سوریه (SYR)             | ۸   | ۱۱   | ۱۹   | ۳۸    |
| ۵               | قطر (QAT)               | ۸   | ۹    | ۸    | ۲۵    |
| ۶               | اردن (JOR)              | ۲   | ۱    | ۶    | ۹     |
| ۷               | لبنان (LIB)             | ۱   | ۱    | ۱    | ۳     |
| ۸               | امارات متحده عربی (UAE) | ۰   | ۱    | ۴    | ۵     |
| ۹               | یمن (YEM)               | ۰   | ۰    | ۳    | ۳     |
| ۱۰              | بحرین (BRN)             | ۰   | ۰    | ۲    | ۲     |
| ۱۱              | عمان (OMA)              | ۰   | ۰    | ۱    | ۱     |
| مجموع (۱۱ کشور) | مجموع (۱۱ کشور)         | ۷۰  | ۶۳   | ۸۶   | ۲۱۹   |